# مضاد اكتئاب

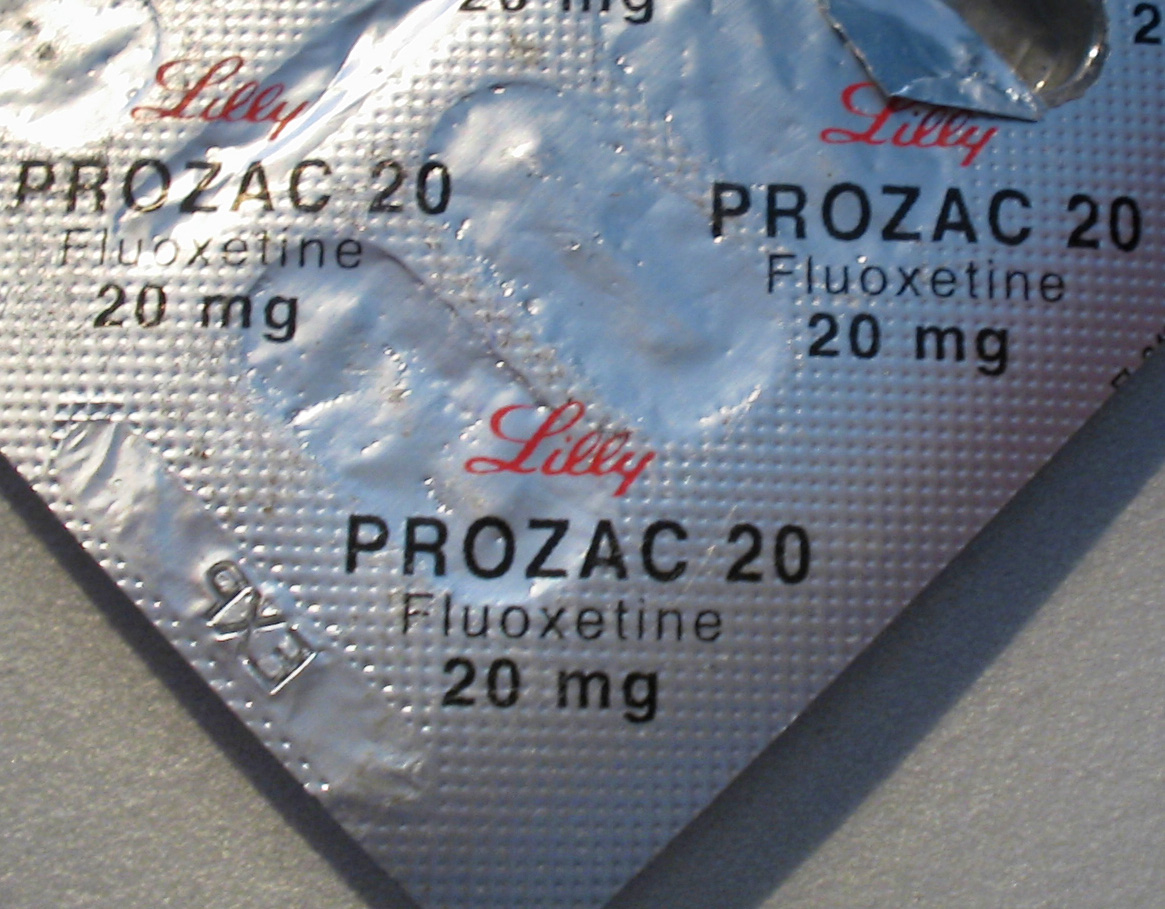
بروزاك

 مضادات الاكتئاب هي أدوية نفسية تستخدم لتخفيف اضطرابات المزاج، مثل الاكتئاب الرئيسي والاكتئاب الخفيف المزمن واضطرابات القلق مثل اضطراب الرهاب الاجتماعي. وُجد وفقًا لجيلدر ومايو وجيدي في 2005، أن الأشخاص الذين يعانون من مرض الاكتئاب يُعانون من اضطرابات مزاجية، والتي لا يعاني منه الأصحاء.
تشمل هذه الادوية على مثبطات أكسيداز أحادي الأمين (MAOIs)، ومضادات الاكتئاب ثلاثية الحلقات (TCAs)، ومضادات الاكتئاب رباعية الحلقات (TeCAs)، ومثبطات اعادة امتصاص السيروتونين الاختيارية (SSRIs)، ومثبطات إعادة امتصاص السيروتونين والنورادرينالين (SNRIs) هي الأكثر شيوعا المرتبطة مع هذه المسميات· تعدّ تلك الأدوية هي الأكثر شيوعًا واستخدامًا من قِبَل الأطباء النفسيين وغيرهم من الأطباء، وتأتي فعاليتها وتأثيراتها الضارة كموضوع العديد من الدراسات والمطالبات المشاركة.
يتمتع العديد من تلك الأدوية بتأثيرات مضادة للاكتئاب، إلا أن القيود المفروضة على استخدامها سببت خلافًا في وصفها ضمن الوصفات الطبية· ولا ينصح الأطباء الأشخاص الأصحاء بتناولها.

## الآثار الصحية الضارة

### بشكل عام
ينطوي أي دواء على تنظيم السيروتونين على القدرة على التسبب في سمية السيروتونين (المعروف أيضا باسم متلازمة السيروتونين) - وهو فائض من السيروتونين الذي يمكن أن يحفز الهوس، والأرق، والإثارة، والتوتر العاطفي، والارتباك كأعراضه الأولية. على الرغم من أن الحالة خطيرة، إلا أنها ليست شائعة بشكل خاص، وعادةً ما تظهر فقط عند تناول جرعات عالية أو أثناء تناول أدوية أخرى. بافتراض أن التدخل الطبي الصحيح قد تم اتخاذه (في غضون 24 ساعة) فإن الحالة نادرًا ما تكون مميتة.
تميل مثبطات أكسيداز أحادي الأمين MAOIs إلى تفاعلات (قاتلة في بعض الأحيان) مع مجموعة واسعة من الأدوية والأدوية التي لا تحتاج إلى وصفة طبية. إذا تم تناول الأطعمة التي تحتوي على مستويات عالية جدًا من التيرامين (على سبيل المثال، الجبن الناضج، واللحوم المعالجة، أو مستخلصات الخميرة)، فإنها قد تسبب متلازمة فرط التوتر. عند تناول جرعات أقل، قد يُعاني الشخص من صداع فقط بسبب زيادة ضغط الدم.
استجابة لهذه التأثيرات الضائرة، تم تطوير نوع مختلف من مثبطات أكسيداز أحادي الأمين: مثبط أكسيداز أحادي الأمين العكسية A- RIMA . تتميز تلك الأدوية بأنها لا تتطلب من الشخص اتباع نظام غذائي خاص، في حين يزعم أنه فعال مثل مثبطات اعادة امتصاص السيروتونين الاختيارية ومضادات الاكتئاب ثلاثية الحلقات في علاج الاضطرابات الاكتئابية.

### الحمل
ارتبط استخدام مثبطات اعادة امتصاص السيروتونين الاختيارية SSRI في الحمل بمجموعة متنوعة من المخاطر بدرجات متفاوتة من إثبات السببية. وحيث أن الاكتئاب يرتبط بشكل مستقل بنتائج الحمل السلبية، فإن تحديد مدى الترابط الملحوظ بين استخدام مضادات الاكتئاب ونتائج سلبية محددة يعكس علاقة مسببة صعبة في بعض الحالات. وُجد في حالات أخرى أن إسناد النتائج السلبية إلى التعرض للاكتئاب كان واضحًا إلى حد ما.
يرتبط استخدام مثبطات إعادة امتصاص السيروتونين الاختيارية SSRI في الحمل بزيادة خطر الإجهاض التلقائي بمقدار 1.7 أضعاف، كما يرتبط بالولادة قبل الأوان والوزن منخفض عند الولادة.
وجدت مراجعة منهجية لخطر العيوب الخلقية الرئيسية في حالات الحمل المعرضة للاكتئاب زيادة صغيرة (3 ٪ إلى 24 ٪) في خطر التشوهات الرئيسية وخطر حدوث عيوب خلقية في القلب والأوعية الدموية والتي لا تختلف عن حالات الحمل غير المُعرضة لمضادات الاكتئاب. وجدت دراسة أجريت على حالات الحمل المعرضة للفلوكستين زيادة بنسبة 12٪ في خطر حدوث تشوهات كبيرة، والتي فقدت أهميتها الإحصائية. توصلت دراسات أخرى إلى زيادة خطر الإصابة بالعيوب الخلقية القلبية الوعائية بين الأمهات المكتئبات اللواتي لا يتعرضن لمثبطات اعادة امتصاص السيروتونين الاختيارية SSRI، مما يشير إلى إمكانية وجود تحيز في البحث، فعلى سبيل المثال، عانj الأمهات اللاتي يشعرن بالقلق من بعض العدوانية تجاه أطفالهن الرضع. وجدت دراسة أخرى زيادة في العيوب الخلقية القلبية الوعائية بنسبة 27 ٪ من التشوهات الرئيسية في التعرض للمثبطات اعادة امتصاص السيروتونين الاختيارية SSRI أثناء الحمل. تُحذر إدارة الغذاء والدواء من مخاطر العيوب الخلقية لاستخدام الباروكستين ووجوب تجنب استخدام مثبطات أكسيداز أحادي الأمين MAOI.
وجدت مراجعة منهجية عام 2013 وتحليلها التلوي أن استخدام مضادات الاكتئاب خلال فترة الحمل كان مرتبطًا بشكل كبير إحصائيًا ببعض نتائج الحمل، مثل عمر الحمل والولادة قبل الأوان، ولكن ليس مع النتائج الأخرى. حذرت نفس المراجعة من أن الاختلافات بين المجموعات المعرضة وغير المعرّضة كانت صغيرة، وكان من المشكوك فيه ما إذا كانت ذات أهمية إكلينيكية.
قد يعاني الوليد (الرضيع ذو العمر أقل من 28 يومًا) من متلازمة الانسحاب من التوقف المفاجئ للاكتئاب عند الولادة. وقد ثبت أن مضادات الاكتئاب موجودة بكميات متفاوتة في حليب الثدي، ولكن آثارها على الرضع غير معروفة حاليًا.
علاوة على ذلك، تمنع مثبطات إعادة امتصاص السيروتونين الاختيارية SSRI توليف أكسيد النيتريك، والذي يلعب دورًا هامًا في تحديد قوة الأوعية الدموية. أشارت العديد من الدراسات إلى زيادة خطر الولادة المُبكرة المرتبطة باستخدام مثبطات إعادة امتصاص السيروتونين الاختيارية SSRI، وقد يرجع هذا الارتباط إلى زيادة خطر الإصابة بحالة ما قبل تسمم الحمل.

## الانتحار
أظهرت الدراسات أن استخدام مضادات الاكتئاب يرتبط بزيادة خطر السلوك والتفكير الانتحاري في أولئك الذين تقل أعمارهم عن 25. كانت هذه المشكلة خطيرة بما يكفي لتضمن تدخل الحكومة من قبل إدارة الغذاء والدواء الأمريكية (FDA) للتحذير من زيادة خطر الانتحار أثناء العلاج المضاد للاكتئاب. وفقًا لادارة الاغذية والعقاقير، فإن خطر الإصابة بالانتحار يكون في غضون فترة تتراوح من شهر إلى شهرين من العلاج. يضع المعهد الوطني للصحة والرعاية الممتازة (NICE) الخطر الزائد في «المراحل المبكرة من العلاج». يشير التحليل التلوي إلى أن العلاقة بين استخدام مضادات الاكتئاب والسلوك أو الأفكار الانتحارية تعتمد على العمر. وبالمقارنة مع الدواء الوهمي، يرتبط استخدام مضادات الاكتئاب بزيادة السلوك أو الأفكار الانتحارية بين أولئك الذين تقل أعمارهم عن 25 سنة (OR (أرجوانية) = 1.62). لوحظت هذه الزيادة في محاولات الانتحار بين الأطفال والمراهقين. لا يوجد أي تأثير أو ربما تأثير وقائي معتدل بين أولئك الذين تتراوح أعمارهم بين 25 و 64 (أو = 0.79). كما كان للعلاج المضاد للاكتئاب تأثير وقائي ضد الانتحار بين أولئك الذين تتراوح أعمارهم بين 65 وأكثر (OR = 0.37).

### الآثار الجنسية
تشيع الآثار الجانبية الجنسية أيضًا مع مثبطات استرداد السيروتونين الانتقائية SSRI، مثل فقدان الدافع الجنسي، والفشل في الوصول إلى النشوة الجنسية، وعدم القدرة على الانتصاب. وعلى الرغم من أن هذه الآثار الجانبية يمكن عكسها عادة، إلا أنها يمكن أن تستمر، في حالات نادرة، لعدة أشهر أو سنوات بعد سحب العقار بالكامل.
في دراسة أجريت على 1022 مريضًا خارجيًا، بلغ متوسط العجز الجنسي الكلي مع جميع مضادات الاكتئاب 59.1٪ مع قيم مثبطات استرداد السيروتونين الانتقائية SSRIs بين 57 و 73٪، و24٪ للميترازيبين، 8٪ للنيفازودون، و 7٪ للأمينبتين و4٪ للموكلوبيميد، وهو مثبط انتقائي لأكسيداز أحادي الأمين A لا يسبب اختلال وظيفي جنسي، ويمكن أن يؤدي في الواقع إلى تحسن في جميع جوانب الوظيفة الجنسية.
تشمل الآليات البيوكيميائية المقترحة المتسببة في الآثار الجانبية الجنسية زيادة السيروتونين، والذي لا سيما يؤثر على مستقبلات 5-HT2 و 5-HT3، ونقص الدوبامين؛ ونقص إفراز نورإبينفرين؛ ومناهضة مستقبل الأستيل كولين ومستقبلات ألفا -1 الأدرينالية، وتثبيط حمض النتريك سينثاز؛ وارتفاع مستويات البرولاكتين. ورد أن ميرتازابين كان له آثار جانبية جنسية أقل، على الأرجح لأنه يعادي مستقبلات 5-HT2 و 5-HT3 وقد يؤدي، في بعض الحالات، إلى خلل الوظيفة الجنسية التي تسببها مثبطات استرداد السيروتونين الانتقائية SSRIs بنفس الآلية.
قد يكون بوبروبيون، وهو مثبط استرداد نورإبينفرين انتفائي NDRI ضعيف ومضاد للنيكوتين، مفيدًا في علاج انخفاض الرغبة الجنسية كنتيجة لمثبطات استرداد السيروتونين الانتقائية.

### تغيرات الوزن
تشيع التغيرات في الشهية أو الوزن بين مضادات الاكتئاب، لكنها تعتمد إلى حد كبير على المخدرات وترتبط بالناقلات العصبية التي تؤثر فيها. يتمتع الميرتازابين والباروكسيتين، على سبيل المثال، بتأثير زيادة الوزن و / أو زيادة الشهية، في حين تحقق مضادات الاكتئاب الأخرى (مثل بوبروبيون وفنلافاكسين)) التأثير المعاكس.
وقد ثبت أن خصائص مضادات الهيستامين لبعض مضادات الاكتئاب مثل مضادات الاكتئاب ثلاثية الحلقات TCA- و TCA تسهم في الآثار الجانبية المشتركة لزيادة الشهية وزيادة الوزن المرتبطة بهذه الفئات من الأدوية.

## الانفعالات العاطفية
يمكن أن تسبب مضادات الاكتئاب تبلد المشاعر. يعدّ هذا نوعًا من التطرف العاطفي، سواء كان إيجابيًا أو سلبيًا. في حين قد يشعر المريض بالاكتئاب بصورة أقل، إلا أنه قد يشعر أيضًا بالسعادة أو التعاطف في بعض الحالات. قد يكون هذا سببًا لتخفيض الجرعة أو تغيير الدواء. ولا تزال الآلية الدقيقة غير معروفة.